# Margaret Okayo
Margaret Okayo (Masaba, 30 maggio 1976) è una maratoneta keniota.

## Biografia
Ha vinto un gran numero di maratone, tra cui la Maratona di New York (tre volte), la Maratona di Boston, e la Maratona di Londra. Ha anche vinto la Maratona di San Diego in due occasioni.
Tra le altre maratone vinte dalla Okayo ricordiamo la maratona di Milano nel 2003 (dopo oltre 15 anni ancora detentrice del primato femminile in questa gara), San Diego nel 2000 e 2001. Ha rappresentato il Kenya ai Giochi olimpici di Atene 2004, senza però concludere la maratona. Ogni anno si allena per tre mesi in Italia.
Nel 2003 ha vinto la mezza maratona di Udine, e si è classificata terza nell'edizione 2008 della Roma-Ostia. Okayo appartiene alla tribù Gusii ed è allenata da Gabriele Rosa.

## Altre competizioni internazionali
| Anno                        | Manifestazione                   | Sede                        | Risultato                   | Prestazione                 |
| Nazione rappresentata Kenya | Nazione rappresentata Kenya      | Nazione rappresentata Kenya | Nazione rappresentata Kenya | Nazione rappresentata Kenya |
| --------------------------- | -------------------------------- | --------------------------- | --------------------------- | --------------------------- |
| 1999                        | Maratona di Chicago              | Chicago, Stati Uniti        | 2                           | 2:26:00                     |
| 2000                        | Rock 'n' Roll San Diego Marathon | San Diego, Stati Uniti      | 1                           | 2:27:05                     |
| 2000                        | Maratona di New York             | New York, Stati Uniti       | 3                           | 2:26:36                     |
| 2001                        | Rock 'n' Roll San Diego Marathon | San Diego, Stati Uniti      | 1                           | 2:25:05                     |
| 2001                        | Maratona di New York             | New York, Stati Uniti       | 1                           | 2:24:21                     |
| 2002                        | Maratona di Boston               | Boston, Stati Uniti         | 1                           | 2:20:43                     |
| 2002                        | Maratona di Milano               | Milano, Italia              | 1                           | 2:24:59                     |
| 2003                        | Maratona di Boston               | Boston, Stati Uniti         | 4                           | 2:27:39                     |
| 2003                        | Maratona di New York             | New York, Stati Uniti       | 1                           | 2:22:31                     |
| 2004                        | Maratona di Londra               | Londra, Regno Unito         | 1                           | 2:22:35                     |
| 2004                        | Giochi olimpici                  | Atene, Grecia               | —                           |                             |
| 2004                        | Maratona di New York             | New York, Stati Uniti       | 4                           | 2:26:31                     |
| 2005                        | Maratona di Londra               | Londra, Regno Unito         | 4                           | 2:25:22                     |
| 2006                        | Maratona di Londra               | Londra, Regno Unito         | 9                           | 2:29:16                     |